# Freestyleskiën
Freestyleskiën is een vorm van skiën, waar zowel kracht, techniek als artistiek vermogen een belangrijke rol speelt. Sinds de Olympische Winterspelen 1988 is de sport een olympische demonstratiesport. Vanaf de Olympische Winterspelen 1992 staat de sport op het officiële programma.
Freestyle is niet hetzelfde als freeriden. Dit laatste speelt zich uitsluitend af buiten de piste en de nadruk ligt er minder op het stuntwerk.

## Varianten
Freestyleskiën bestaat uit zes disciplines die door de FIS worden erkend:
- Aerials
- Moguls
- Dual moguls
- Halfpipe
- (Freestyle) skicross
- Slopestyle

Bij de aerials gaat men op de latten een vrijwel rechtopstaande schans op. Tijdens de lancering dient men zo veel en zo ingewikkeld mogelijke figuren en bewegingen te vertonen. Uiteraard dient de skiër vervolgens op een zo net mogelijke manier te landen, waarna de jury de punten verdeelt.
De moguls zijn een geheel andere discipline. Ook hier dienen figuren gemaakt te worden, maar tegelijk speelt tijd een factor. De skiërs dalen af van een boekelpiste en moeten zo snel mogelijk hun weg naar beneden vinden. Onderweg komen ze een tweetal kleine schansen tegen, waarvan ze gebruik horen te maken en waar ze zoals bij de aerials figuren moeten maken. De tijd gecombineerd met de punten levert de eindscore op.
Bij dual moguls nemen twee freestyleskiërs het op een parallelle piste tegen elkaar op, waarbij degene die wint doorgaat naar de volgende ronde.
In de halfpipe moeten skiërs ingewikkelde sprongcombinaties laten zien, waarna de jury punten geeft voor de uitgevoerde oefening.
Bij de freestyle skicross nemen vier tot zes skiërs het tegen elkaar op, op een geaccidenteerd parcours. Degene die als eerste de finish bereikt is de winnaar.
Bij de slopestyle moeten de skiërs een reeks van obstakels als rails, boxen en kickers met zoveel mogelijk stijl en tricks trotseren om vervolgens zoveel mogelijk punten te behalen en ze worden beoordeeld door een jury.

## Freeski
Freeski wordt vaak gezien als een onderdeel van freestyle. In de ene definitie gaat het om een combinatie van freeride en freestyle waarbij het rijden van freeride "lijnen" gekoppeld wordt aan het maken van sprongen met rotaties. In andere definities worden de disciplines Slopestyle, Halfpipe, Ski Cross en Big Air als freeski gedefinieerd, terwijl met freestyle voornamelijk "Aerials" (sprongen met rotaties en salto's) en "Moguls" wordt bedoeld.